# Novozélandská strana práce
Novozélandská strana práce (anglicky New Zealand Labour Party, maorsky Rōpū Reipa o Aotearoa) je levicová politická strana na Novém Zélandu. Je nejstarší stranou v zemi: byla založena 7. července 1916 spojením Socialistické strany a Sjednocené strany práce. Předsedou strany je od ledna 2023 Chris Hipkins. 
Vládní stranou byla v letech 1935–1949, 1957–1960, 1972–1975, 1984–1990 a 1999–2008 (tehdy byla předsedkyní vlády Helen Clarková, nejdéle sloužící předsedkyně v dějinách strany). Od roku 2008 byla v opozici. V říjnu 2017 se opět stala vládní stranou.
Strana má 56 000 členů, je členem Progresivní aliance.

## Předsedové
- Chris Hipkins 2023–dosud
- Jacinda Ardernová 2017–2023
- Andrew Little 2014–2017
- David Cunliffe 2013–2014
- David Shearer 2011–2013